# Plestiodon elegans
Espèce
Synonymes
- Eumeces elegans Boulenger, 1887
- Mabouia chinensis Swinhoe, 1863
- Eumeces pulchra Bocourt, 1879

Plestiodon elegans est une espèce de sauriens de la famille des Scincidae.

## Répartition
Cette espèce se rencontre :
- dans le sud de la République populaire de Chine ;

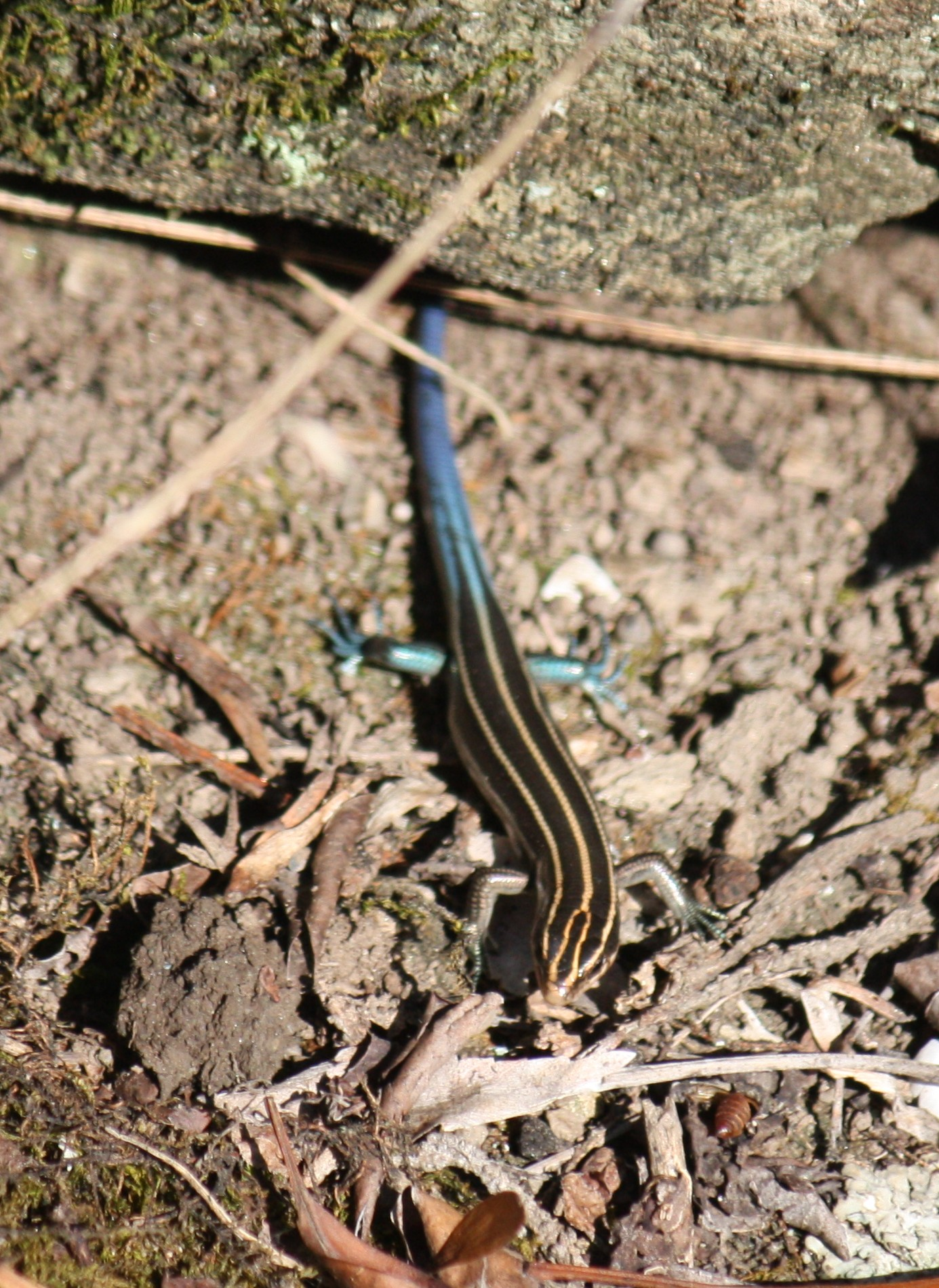

- au Japon dans les îles Senkaku ;
- à Taïwan ;
- au Viêt Nam.

## Publication originale
- Boulenger, 1887 : Catalogue of the Lizards in the British Museum (Nat. Hist.) III. Lacertidae, Gerrhosauridae, Scincidae, Anelytropsidae, Dibamidae, Chamaeleontidae. London, p. 1-575 (texte intégral).